# Janel Moloney

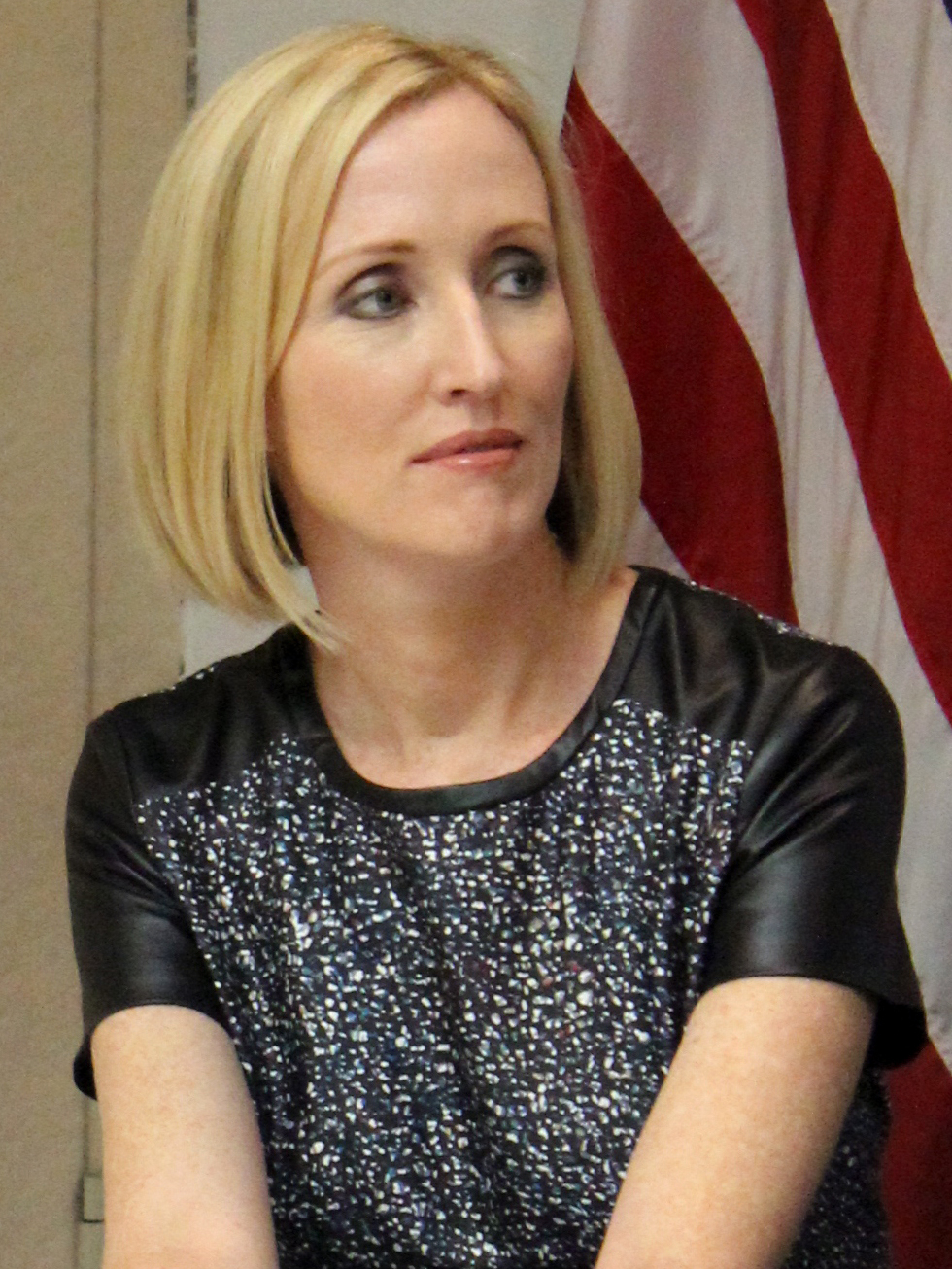
Janel Moloney (2014)

Janel Wallace Moloney (* 3. Oktober 1969 in Woodland Hills, Los Angeles, Kalifornien) ist eine US-amerikanische Schauspielerin. Bekannt wurde sie durch ihre Rolle der Donna Moss in der Fernsehserie The West Wing – Im Zentrum der Macht.

## Leben
Nach einigen Gastauftritten, unter anderem in Emergency Room – Die Notaufnahme, Sports Night, Die Abenteuer des Brisco County jr. und Mord ist ihr Hobby spielte sie zwischen 1999 und 2006 in 141 Folgen in The West Wing. Für die Verkörperung der Büroassistentin Donna Moss wurde Moloney zweimal für den Emmy als beste Nebendarstellerin nominiert. Zusammen mit dem Ensemble bekam sie zweimal den Screen Actors Guild Award.
Moloney ist die Nichte der Schauspielerin Christine Ebersole. Seit dem 14. Februar 2010 hat sie mit dem brasilianischen Komponisten und Jazz-Pianisten Marcelo Zarvos einen gemeinsamen Sohn.

## Filmografie (Auswahl)
- 1991: Devil’s Child – In den Fängen des Teufels (To Save a Child)
- 1991: Die Fremde aus der U-Bahn (…And Then She Was Gone)
- 1995: Emergency Room – Die Notaufnahme (ER, Fernsehserie, 1 Episode)
- 1997: Zwei Singles in L.A. (Til There Was You)
- 1998: Desperate Measures
- 1999–2006: The West Wing – Im Zentrum der Macht (The West Wing, Fernsehserie, 141 Episoden)
- 2002: Bang, Bang, Du bist tot (Bang, Bang, You’re Dead)
- 2007: Brotherhood (Fernsehserie, 5 Episoden)
- 2008: 30 Rock (Fernsehserie, 1 Episode)
- 2008: Dr. House (House, M.D., Fernsehserie, 1 Episode)
- 2009: Criminal Intent – Verbrechen im Visier (Law & Order: Criminal Intent, Fernsehserie, 1 Episode)
- 2009: Life on Mars (Fernsehserie, US-Remake, 1 Episode)
- 2013: Concussion – Leichte Erschütterung (Concussion)
- 2014–2017: The Leftovers (Fernsehserie, 14 Episoden)
- 2015: The Blacklist (Fernsehserie, 2 Episoden)
- 2017: American Crime (Fernsehserie, 5 Episoden)
- 2017: Das Leuchten der Erinnerung (The Leisure Seeker)
- 2018: Law & Order: Special Victims Unit (Fernsehserie, Episode 19x16)
- 2021: Bull (Fernsehserie, 1 Episode)
- 2022: Law & Order: Organized Crime (Fernsehserie, 5 Episoden)